# Wiesław Błach
Wiesław Piotr Błach (ur. 25 marca 1962 w Opolu) – trener, judoka, medalista mistrzostw świata, mistrz Europy (1987), olimpijczyk z Seulu (1988) i Barcelony (1992). Doktor nauk kultury fizycznej. 14 grudnia 2008 roku na Kongresie Polskiego Związku Judo wybrany Prezesem Związku.
Ojciec judoki Łukasza Błacha. Brat judoki Tomasza Błacha.
Odznaczony Srebrnym (1996) i Złotym (2021) Krzyżem Zasługi.
Posiada stopień 7 dan.